# Marcel Proust
Valentin Louis Georges Eugène Marcel Proust (10 tháng 7 năm 1871-18 tháng 11 năm 1922) là một nhà văn người Pháp được biết đến nhiều nhất với tác phẩm Đi tìm thời gian đã mất (À la recherche du temps perdu). Graham Greene đánh giá "Proust là nhà văn vĩ đại nhất thể kỷ 20, cũng như Tolstoy với thế kỷ 19" và "những nhà văn sinh ra cuối thế kỷ 19, đầu thế kỷ 20 hầu như không ai tránh được hai nguồn ảnh hưởng lớn: Proust và Freud".
Tạp chí Time từng bầu chọn Đi tìm thời gian đã mất đứng thứ 8 trong danh sách những cuốn sách vĩ đại nhất mọi thời đại. Năm 1995, tuần báo Pháp L'Évènement du Jeudi cùng Đài phát thanh và Trung tâm văn hóa Pompidou ở Paris đã tổ chức một cuộc thăm dò ý kiến để chọn lấy 10 cuốn sách hay nhất trong văn học Pháp cho thế hệ năm 2000. Kết quả là cuốn Đi tìm thời gian đã mất đã xếp thứ nhất.

## Tiểu sử
Marcel Proust sinh vào ngày mùng 10 tháng 7 năm 1871 tại Auteuil. Cha của ông là một giáo sư y học có tiếng, và gia đình ông cũng khấm khá, nên trong suốt thời kỳ thiếu niên ông không gặp nhiều khó khăn bất trắc. Cũng vì thế mà từ nhỏ ông thường qua lại với phần xã hội thượng lưu. Mẹ ông, bà Jeanne Weil, là con gái một người môi giới chứng khoán do thái gốc Alsace. Bà rất quý ông và chính là người dạy dỗ tận tình cho ông khi ông còn nhỏ. Ông Adrien Proust, cha của ông, cũng là con của một thương gia. Cha của ông còn là chuyên gia vệ sinh đầu tiên của Pháp, và lúc đó giữ chức vụ cố vấn trong chính phủ Pháp, giúp chống dịch bệnh toàn nước.
Được đi học tại trường Condorcet, ông làm quen với Jacques Bizet. Jacques Bizet chính là con trai của nhà soạn nhạc nổi tiếng Georges Bizet. Ông còn quen biết Lucien Daudet, con trai của nhà văn viết tiểu thuyết Alphonse Daudet. Cùng với hai người bạn, ông đi lính và hoàn thành nghĩa vụ quân sự của mình tại Orléans. Khi trở về, ông xin vào học tại l'École libre des sciences et politiques (Học viện Khoa học và Chính trị Mở) và được nghe thầy Albert Sorel cũng như thầy Anatole Leroy-Beaulieu giảng bài. Thầy Sorel có nhận xét rằng Marcel Proust là một cậu học sinh không thông minh sau khi ông hoàn thành bài diễn văn kết thúc khóa học của mình. Sau đó, ông vào học tại trường đại học Sorbonne và được nhiều lần nghe Henri Bergson giảng. Henri Bergson còn là anh em trong họ của ông, và đã có ảnh hưởng nhiều tới những tác phẩm sau này của ông, mặc dù ông vẫn thường phủ nhận điều đó.
Vào năm 1894, ông cho xuất bản tác phẩm Les Plaisirs et les Jours. Ấn phẩm này là một tuyển tập thơ, chân dung và truyện ngắn viết theo nghệ phái suy đồi. Bìa và nhiều trang được Madeleine Lemaire minh họa, người mà ông gặp thường xuyên trong các phòng tiếp cùng với Reynaldo Hahn. Tiếc rằng ấn phẩm không được nhiều người biết tới.
Sau mùa hè năm 1895, ông bắt đầu viết và soạn thảo một cuốn tiểu thuyết kể về một chàng trai say mê văn học trong một thành phố Paris chỉ biết ăn chơi vào cuối thế kỷ 19. Xuất bản vào năm 1952, cuốn tiểu thuyết đó (được đặt tên Jean Santeuil sau khi ông mất, dựa trên tên của nhân vật chính câu chuyện) chỉ dừng lại ở mức là một tập hợp các mẩu ráp lại với nhau, nhưng không thành một tác phẩm hoàn chỉnh đầy đủ. Trong truyện, ông có nhắc tới vụ Dreyfus, vì ông là một trong những người có tham gia nói lên ý kiến. Ông cũng là một trong những người đầu tiên bảo vệ vị tướng người Pháp này, và đã lấy được chữ ký ủng hộ từ Anatole France.
Vào khoảng năm 1900, ông bỏ việc soạn thảo cuốn tiểu thuyết đã đề cập ở trên. Khi đó, ông bắt đầu thấy thích thú khi đọc những tác phẩm của nhà duy mỹ người Anh John Ruskin. Vì John Ruskin cấm đoán mọi bản dịch tác phẩm của ông sang tiếng khác khi ông còn sống, Proust chỉ bắt đầu dịch lại những tác phẩm đó sau năm 1900, khi John Ruskin mất.
Bố mẹ của ông rất lấy làm thích thú, và khuyến khích ông cố gắng biên dịch. Đặc biệt bố của ông thấy rằng việc làm này là một cách để cho đứa con của ông bắt đầu làm việc có ích cho xã hội trở lại, vì Proust thường cảm thấy khó chịu với xã hội hồi đó của ông, và hơn nữa, ông vừa mới bị đuổi việc khỏi thư viện Mazarine, nơi mà ông đã làm việc không công được một thời gian. Nhưng quan trọng hơn nữa là mẹ ông: vì ông yếu tiếng Anh, nên mẹ ông dịch từng chữ một ra tiếng Pháp, và từ đó ông có thể dịch ra tiếng Pháp chuẩn, một thứ tiếng Pháp của Ruskin theo như một nhà phê bình văn học có nhận xét sau khi tập đầu tiên được xuất bản vào năm 1904 dưới cái tiêu đề La Bible d'Amiens.
Các bài dịch đó và bài tiếp theo, Sésame et les lys (1906), được các nhà phê bình văn học đánh giá cao, trong đó có Henri Bergson, và đây cũng chính là một thời điểm quan trọng trong cuộc đời ông. Vì, khi xuất bản các ấn phẩm soạn dịch, ông đặt rất nhiều chú thích vào trong tác phẩm của Ruskin, nhiều lúc còn dài hơn trang gốc, và có lúc phê bình nặng chính Ruskin. Khi biên dịch, cách suy nghĩ của ông dần dần xa cách với cách suy nghĩ của Ruskin. Trong chương cuối của phần tựa đầu cho La Bible d'Amiens, ông chỉ trích Ruskin vì sự tôn sùng cái đẹp của Ruskin có lên tới mức hơi quá đáng (điều mà ông cũng rồi sẽ chỉ trích Robert de Montesquiou và cho hai nhân vật Swann và Charlus nói lên trong tác phẩm Đi tìm thời gian đã mất). Đối với Proust, nếu yêu một tác phẩm vì một nhà văn nào đó nói như vậy, thì đó chính là làm lầm lạc những gì nghệ thuật. Lý do yêu một tác phẩm nào đó phải là chính nó.
Sức khỏe của ông dần yếu đi, rồi ông mắc bệnh hen suyễn. Sau khi bố mẹ ông mất, ông lại càng yếu hơn. Ông bắt đầu sống cách xa xã hội và rồi mất vì quá kiệt sức. Tác phẩm chính của ông, Đi tìm thời gian đã mất, được xuất bản nhiều lần trong những năm từ 1913 tới 1927. Tập đầu được biên soạn tại tòa soạn Grasset, nhưng rồi tòa soạn Gallimard bác bỏ lời từ chối biên soạn trước đó và chấp nhận xuất bản tập thứ nhì Dưới bóng những cô gái đương hoa. Cũng chính với tập thứ nhì này, ông nhận được giải Goncourt. Ông cố gắng hoàn thành năm tập tiếp theo của Đi tìm thời gian đã mất tới năm 1922, khi, vào ngày 18 tháng 11 năm 1922, ông gục kiệt sức trong cơn viêm phế quản chữa trị một cách qua loa.
Ông được chôn cất tại nghĩa trang Père-Lachaise tại Paris.

## Tác phẩm
- Les Plaisirs et les Jours (1896)
- La Bible d'Amiens, dịch tác phẩm The Bible of Amiens của John Ruskin (1904)
- La Mort des cathédrales, một bài báo được đăng trên Le Figaro
- Sésame et les lys, dịch tác phẩm Sesame and Lilies của John Ruskin (1906)
- Đi tìm thời gian đã mất
  - Tập 1: Bên phía nhà Swann (1913)
    - Phần 1: Combray
    - Phần 2: Mối tình của Swann
    - Phần 3: Tên xứ sở: Cái tên

  - Tập 2: Dưới bóng những cô gái đương hoa (1919), nhận giải Goncourt
  - Tập 3: Về phía nhà Guermantes (1921-1922)
  - Tập 4: Sodome va Gomorrhe (1922-1923)
  - Tập 5: Cô gái bị cầm tù (sau khi ông đã mất, 1923)
  - Tập 6: Albertine biến mất (như trên, 1925)
  - Tập 7: Thời gian tìm lại được (như trên, 1927)
- Pastiches et Mélanges (1919)
- Chroniques (1927)
- Jean Santeuil (sau khi ông đã mất, 1952)
- Contre Sainte-Beuve (như trên, 1954), tiểu luận

Thư từ:
- Nhiều cuốn xuất bản sau khi ông đã mất từ năm 1928, ấn phẩm lớn nhất được Robert Proust xuất bản dưới tiêu đề Correspondance générale (1930-1936)
- Tái bản và bổ sung bởi Philip Kolb (1971-1993)
- Gần đây nhất là một bản tái bản lần 2, có sửa đổi và bổ sung mang tên Marcel Proust, Lettres (2004)